# Hadena ochracea
Hadena ochracea là một loài bướm đêm trong họ Noctuidae.